# Datronia
Genre
Datronia est un genre de champignons de la famille des Polyporaceae.

## Liste d'espèces
Selon BioLib (7 février 2019) :
- Datronia decipiens (Bres.) Ryvarden
- Datronia glabra Ryvarden
- Datronia mollis (Sommerf.) Donk
- Datronia scutellata (Schwein.) Gilb. & Ryvarden
- Datronia stereoides (Fr.) Ryvarden

Selon Catalogue of Life (7 février 2019) :
- Datronia decipiens (Bres.) Ryvarden, 1988
- Datronia glabra Ryvarden, 1987
- Datronia orcomanta Robledo & Rajchenb., 2006
- Datronia parvispora Ryvarden, 2014
- Datronia perstrata (Corner) T. Hatt. & Sotome, 2013
- Datronia sepiicolor (Corner) T. Hatt. & Sotome, 2013
- Datronia taylorii (Murrill) Ryvarden, 2015
- Datronia ustulatiligna Har. Kaur, G. Kaur & Dhingra, 2015